# Alessandro Troncon
Alessandro Troncon (6. září 1973, Treviso) je bývalý italský ragbista, který hrál jako mlýnová spojka. Stal se prvním italským hráčem, co za svou zemi odehrál 100 zápasů. Dohromady si za Itálii připsal 101 zápasů a připsal si 95 bodů (1994-2007). V sezoně 1995 až 1997 vyhrál s reprezentací Pohár FIRA. S klubem Benetton Treviso vyhrál sedmkrát italskou ligu (1992, 1997, 1998, 1999, 2003, 2004, 2006), dvakrát Italský pohár (1998, 2005) a v roce 2006 i Italský superpohár. Ve své poslední sezoně vyhrál s francouzským klubem Clermont Auvergne v Challenge poháru.
Po konci kariéry se dal na trénování. V letech 2008 až 2012 byl asistentem Itálie, potom rok italského klubu Zebre Parma. V letech 2013 až 2017 byl hlavním koučem italské reprezentace do dvaceti let. Po konci trénování reprezentace byl zase čtyři roky asistentem u Zebre Parma. Od roku 2022 je asistentem italského klubu Benetton Treviso.

## Klubová kariéra
- 1991–1993 Benetton Treviso
- 1993–1994 Mirano
- 1994–1999 Benetton Treviso
- 1999–2002 Clermont Auvergne
- 2002–2006 Benetton Treviso
- 2006–2007 Clermont Auvergne